# كيم مين سيوك (سياسي)
كيم مين سيوك (بالكورية: 김민석، من مواليد 29 مايو 1964) هو ناشط ومعلم وسياسي كوري جنوبي وهو رئيس الوزراء المعين لكوريا الجنوبية. شغل منصب عضو الجمعية الوطنية عن منطقة يونغديونغبو ب منذ عام 2020، وهو المقعد الذي شغله سابقًا من عام 1996 إلى عام 2002.
وُلِد كيم في سيول، وحصل على درجات علمية من جامعة سول الحكومية، وجامعة كولومبيا، وجامعة هارفارد، وجامعة تسينغهوا، وجامعة روتجرز. اعتُقل لاحتلاله المركز الثقافي الأمريكي في سيول. انتُخب لعضوية الجمعية الوطنية في انتخابات عام 1996، وكان يُعتبر من النجوم الصاعدة في الحزب الديمقراطي خلال تلك الفترة. ومع ذلك، ساهمت خسارته في انتخابات عمدة سيول عام 2002 أمام لي ميونغ باك في تراجع شعبيته. تمكن كيم من العودة السياسية عندما انتُخب مرة أخرى نائبًا عن الدائرة الانتخابية الثانية في يونغديونغبو في انتخابات عام 2020، مسجلاً بذلك عودته إلى الجمعية الوطنية بعد 18 عامًا. وهو مستشار للرئيس لي جاي ميونغ.